# Чемпедак
Чемпедак (Artocarpus integer) — фруктовое дерево семейства тутовых, близкий родственник хлебного дерева и джекфрута. Название малайское — chempedak или cempedak, произносится как «чемпеда».
Чемпедак — однодомное вечнозелёное дерево высотой ок. 18 м (в культуре) или 30—45 м (в дикорастущем состоянии). От джекфрута его легко отличить по длинным жёстким коричневым волоскам на молодых побегах, листьях и цветоножках. Плоды — на толстых черешках, как у джекфрута; свисают прямо со ствола или с толстых ветвей. Они вытянутые, примерно 25—45 см длиной при ширине 15 см, в зрелом состоянии — жёлто-коричневые; внешне похожи на плоды джекфрута, но издают очень сильный, приятный аромат. Мякоть у зрелых плодов чемпедака тёмно-жёлтая, нежная, сочная и сладкая; у диких растений она, однако, кисловатая и без запаха. Вкусом фрукт напоминает джекфрут с привкусом дуриана. Кожура у него чуть липкая из-за содержания в ней латекса. Вызревает плод за 94—105 дней.

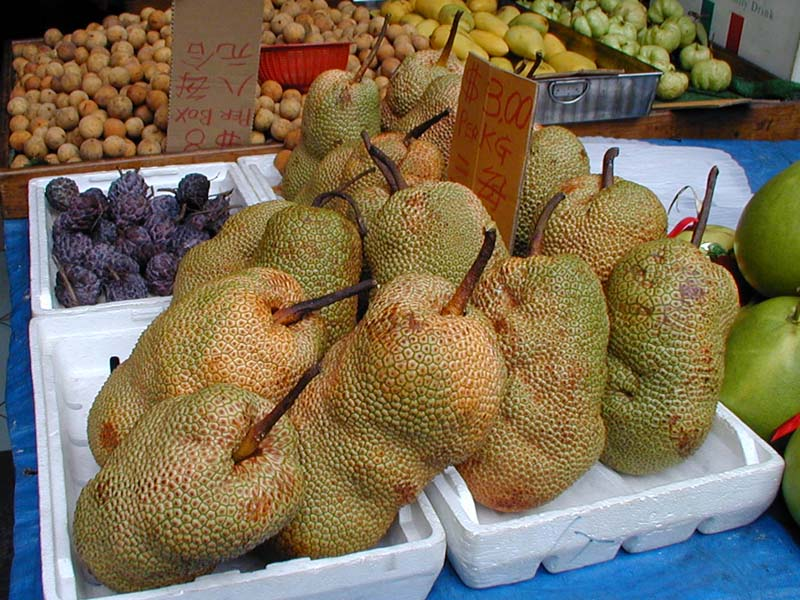
Плоды чемпедака

Родом это растение из Малайи, где встречается на высоте до 1300 м над уровнем моря. Выращивается в Малайзии (особенно широко — в штатах Кедах и Перак), Брунее, Таиланде и Индонезии.
Плодоносит чемпедак в основном с июня по август. Мякоть употребляется в пищу сырой, жареной, в виде десертов; семена также съедобны.